# Eisenhüttenwerk Wondollek
Das Königliche Eisenhüttenwerk Wondollek war von 1805 bis 1880 ein Eisenwerk im Kreis Johannisburg, Masuren. Es war das größte Hüttenwerk in Ostpreußen.

## Gründung
Nach der dritten Teilung Polens im Jahr 1795 wurden südlich von Masuren die Provinzen Neuostpreußen und Südostpreußen gebildet und zu Ostpreußen angegliedert. Aufgrund des reichen Vorkommens an Raseneisenerz („Wiesenerz“) im Süden Masurens suchte die Königliche Bergwerks- und Hütten-Administration in Berlin nach einem geeigneten Standort für ein Hüttenwerk. Die Entscheidung fiel auf die Stelle an der Wondollekmühle, die bereits am 26. Juli 1749 vom Staat Preußen dem Müller Christoph Lipka in Erbpacht gegeben worden war. Am 1. November 1798 trat der Steuerinspektor Großmann im Kreis Pillkallen das Amt der Hüttenfaktors und Rendants an und wurde zum Erbauer des Hüttenwerks und Gründer des Schatulldorfs Wondollek. Das Anlagekapital belief sich auf 72.500 Taler.
Der Bau des Hüttenwerks samt Anlagen zog sich über Jahre hinweg. Zuerst wurden Gräben gezogen, Kanäle gegraben und das Gelände nivelliert. Nachdem eine Ziegelei erbaut wurde, hat man bereits im Frühjahr 1799 mit Bauarbeiten begonnen und Wohnungen für Angestellte sowie Familienhäuser für Arbeiter („Fabrikanten“) gebaut. Das Errichten des Hüttenwerks und der Wohnungen wurde hauptsächlich im Jahr 1803 ausgeführt. Den Bau des Hochofens hat man 1803 begonnen und Ende 1804 wurde er fertiggestellt; er war etwa elf Meter hoch, die innere Weite des Schachts betrug zwei Meter über dem Rost und ein Meter an der Gicht. Im Anschluss wurde Gießanlage, Frischanlage, Eisenhammer, Emaillierwerk, Pochwerk und ein Warenlager erbaut.
In Wondollek ließen sich eingewanderte Fachleute aus Peitz und Torgelow nieder. Es waren Hochöfner, Formermeister, Frischmeister und Eisensteingräber. Inmitten der masurisch sprechenden Bevölkerung bildete sich eine deutsche Sprachinsel. Um 1860/70 lebten in Wondollek 200 Einwohner.

## Produktion
Der Hochofen wurde im Frühjahr 1804 zwecks Trocknung angeblasen. Von Anfang Juni 1804 bis Ende März 1806 war der Hochofen 44 Wochen in Betrieb. Es wurden 30.131 Zentner 95 Pfund Raseneisenerz verschmolzen, wozu 16.416 Zentner Holzkohlen als Feuerungs- und Reduktionsmittel und 3374 Zentner Lesekalksteine als Zuschlag verbraucht wurden. Daraus wurden 4685 Zentner 43,5 Pfund Gusswaren, 4423 Zentner 107 Pfund Roheisen und 684 Zentner 89,5 Pfund Hüttengeräte erzeugt. Durchschnittlich wurden aus einem Zentner (110 Pfund) Raseneisenerz rund 35,6 Pfund Eisen gewonnen; der Eisengehalt des Raseneisenerzes lag somit bei 32,4 Prozent.
Infolge des Phosphorsäuregehalts von rund drei Prozent erwiesen sich die hergestellten Waren und Gegenstände als kaltbrüchig. Man sah sich im Jahr 1806 genötigt, das angehäufte Brucheisen wieder im Kupolofenverfahren durchzuschmelzen, um Roheisen zum Vergießen zu erhalten. Der 33 Fuß hohe Hochofenschacht wurde daher bis vier Fuß im Kohlesack sowie einen Fuß und neun Zoll bei der Gicht verengt. Bei dieser Zustellung wurden in 21 Wochen 4733 Berliner Zentner Roheisen mit 87 Fuder zu 112 Berliner Scheffeln (= 9744 Berliner Scheffeln) Holzkohlen umgeschmolzen. Der Kohlenaufwand betrug für 110 Berliner Pfund des umzuschmelzenden Roheisens etwa über 3 1/3 rheinische Kubikfuß. Der Eisenabgang lag bei acht Prozent.
Ab dem Jahr 1811 wurde in Hüttenwerk Wondollek ebenfalls Stabeisen hergestellt. In dem Königlichen Hüttenamt zu Wondollek war im Jahr 1817 ein Hütteninspektor, ein Rendant, ein Hüttenschreiber, ein Hüttenarzt und zwei Faktoren angestellt.
Das abgelagerte Raseneisenerz haben geschulte Eisensteingräber mit Frauen und Kindern in den Wiesen mit Rasenhacken, Eisenstangen und -picken gewonnen und im Winter auf Schlitten zum Hüttenwerk gebracht. Der Ertrag der masurischen Raseneisenerzlager wechselte je nach dem Bedarf und Verbrauch des Hochofens zwischen 650 Tonnen im Jahr 1842 und 4000 Tonnen Erz im Jahr 1857. In den Forsten der Johannisburger Heide hatten die Köhler in Kohlenmeilern die Holzkohlen für den Hochofen hergestellt. Jährlich wurden rund 6000 Raummeter Holz verkohlt. Aus dem Nadelholz wurde in den Teerschwelereien der Holzteer gewonnen.
Wegen der schwierigen Anschaffung des Eisensteins wurde das Hüttenwerk 1826 auf 26.000 Taler geschätzt und in einer Ausschreibung angeboten. Im Frühjahr 1833 bestand das Eisenhüttenwerk aus folgenden Anlagen:
- Hohenofen mit Werken und Gebäuden
- Stabhammer und Frischfeuer mit Gebäuden und Werken
- Kalkpochwerk
- Stauwerke und Wasserzuleitungen
- öffentliche Gebäude
- Wohn- und Wirtschaftsgebäude

1853 wurden auf sechs Förderpunkten 743 Tonnen Raseneisenstein mit Wert von jeweils vier Silbergroschen 2,4 Pfenning gewonnen. Der Hochofen war 24 Wochen im Betrieb und es wurden aus 15.810 Zentner Roheisenstein, bei kalten Winde, mit einem Zuschlag von 1535,25 Zentner gepochten Kalkstein und einem Brennstoffaufwand von 427 Fuder 104 Scheffel Kohlen aus Kiefernholz: 2166 Zentner 104 Pfund Roheisen, elf Zentner 18 Pfund Hüttengeräte, 315 Zentner 88 Pfund Kastengusswaren und 41.148 Stück bzw. 2517 Zentner und 80 Pfund Stückgusswaren hergestellt. Gesamt waren es 5011 Zentner und 70 Pfund. Das Ausbringen stellte sich auf 30,43 Prozent. Auf 100 Pfund Roheisen wurden 328,7 Pfund Eisenerz, 145,20 Pfund Holzkohlen und 35,1 Pfund Kalkstein verbraucht. Der Wert der erzeugten Gusswaren betrug 10.309 Taler. Der Kupolofen wurde 1853 in 42 Schichten mit eigenem und in zwei Schichten mit englischem Roheisen betrieben; aus ersterem erfolgten 668 Zentner 36,25 Pfund Gusswaren im Wert von 2337 Talern und aus dem letzterem 20 Zentner 30 Pfund zu eigenem Gebrauch. Bei ersterem verbrauchte man auf 100 Produkte 107,4 Pfund Roheisen und 89,4 Pfund Holzkohlen, bei letzterem 107–108,8 Pfund. Der Eisenabgang betrug dort 6,86 und hier 6,9 Prozent.
In der Emaillierhütte sind während 13 Wochen 11.919 Stück Geschirre mit 807 Zentner 19 Pfund Gewicht und mit Wert von 1671 Talern emailliert worden.
Das Frischfeuer war 36,25 Wochen im Betrieb; aus 1630 Zentner und 23 Pfund Altschmiedeeisen wurden mit 126 Fudern und sieben Scheffel Kohlen 1287 Zentner und 27,5 Pfund Stabeisen, ein Zentner und 75 Pfund verstähltes und 13 Zentner unverstähltes Modelleisen hergestellt. Auf 100 Pfund Stabeisen waren 126,6 Pfund Altschmiedeeisen und 156,7 Pfund Kohlen erforderlich. Der Eisenabgang betrug 21,04 Prozent.
Im Jahr 1854 wurden auf acht Gewinnungspunkten 1810 Tonnen Raseneisenerz gefördert bei einem Kostenaufwand von 218 Talern.
1855 wurden auf acht Förderpunkten 2203 Tonnen Raseneisenstein gewonnen. Die Hüttenkasse zahlte dafür 243 Taler Förderlöhne und 43 Taler für die Terrainentschädigung und sonstige Nebenkosten. Der Gesamtwert der Förderung auf 286 Taler ergab einen Wert von drei Silbergroschen und 10,7 Pfenning pro Tonne. Bei der Eisensteingewinnung waren 1854–1855 im Durchschnitt vier Männer eingesetzt.
Im Jahr 1874 wurden im Hüttenwerk Wondollek 3226 Zentner Gusswaren und 976 Zentner Eisenfabrikate (Stabeisen) im Wert von 61.464 Mark hergestellt. Im Jahr 1875 waren es 2880 Zentner Gusswaren und 877 Zentner Eisenfabrikate mit dem Gesamtwert von 54.946 Mark hergestellt. Im Vergleich zum Vorjahr waren es 6518 Mark weniger. Im Jahr 1874 waren 39 und 1875 38 Arbeiter beschäftigt.
Das Eisenhüttenwerk lieferte durchschnittlich 1000 bis 2000 Taler Reingewinn, gelegentlich auch 7000 Taler Überschuss. Es ermöglichte den Bewohnern Ostpreußens den preiswerten Erwerb von Eisenwaren wie: Schmortöpfe, Bratpfannen, Kasserollen, Tiegel, Kaffeekannen, Glocken, Grabkreuze, Plätteisen, Waffeleisen, Grapen u. Ä.

## Abgang
In einer Zeit starker wirtschaftlichen Depression und hoher russischer Einfuhrzölle ging das Königliche Eisenhüttenwerk zu Wondollek im Jahr 1880 ein. Die zwei Versuche von privaten Seite, das Eisenwerk weiter zu betreiben, scheiterten. Die Emaillierhütte wurde bereits im Jahr 1881 in eine Mahlmühle umgewandelt. Der Hochofen, der Eisenhammer, die Gieß- und die Frischhütte wurden im Jahr 1889 abgebrochen. Das Magazin, in dem die Produkte des Hüttenwerks zum Verkauf aufbewahrt und ausgestellt wurden, diente noch im Sommer 1921 als Gebäude für die Zollbehörde.